# 오픈스카이스
오픈스카이스(영어: OpenSkies)는 프랑스의 항공사로 유일하게 미국 국제선 노선을 취항하고 있었다. 본사는 프랑스 런기스에 위치해 있었다. 또한 사용하고 있는 허브 공항으로 파리 오를리 공항이 있으며 계열사는 국제 항공 그룹이 있었다. 2020년 3월, 코로나-19로 인한 운항이 중단된 이후, 항공사는 2020년 7월 8일 IAG에 의해 폐쇄되는 과정에 있었던 것으로 보고되었고 항공권 예약은 나중에 운항 재개를 위해 사이트를 열었지만, 운항은 재개되지 않았고 나중에 사이트는 사라졌다.

## 운항 노선
- 2018년 9월 기준으로 오픈스카이스는 다음과 같이 운항해 왔었다.

### 코드셰어 협정
- 오픈스카이스는 다음과 같은 항공사들과 코드셰어 협정을 하고 있었다.
- 아메리칸 항공
- 영국항공

## 보유 기종
- 2019년 10월 기준으로 오픈스카이스는 다음과 같은 기종을 보유하고 있다.

## 같이 보기
- 국제항공 그룹
- 영국항공
- BA 시티 플라이어